# Euphorbia kimmerica
Euphorbia kimmerica là một loài thực vật có hoa trong họ Đại kích. Loài này được Lipsky ex Grossh. mô tả khoa học đầu tiên năm 1932.